# Вашадзе, Григол
Григо́л Нода́рович Ваша́дзе (19 июля 1958, Тбилиси) — грузинский государственный деятель и дипломат. Кандидат на пост Президента Грузии на выборах 2018 года. Министр иностранных дел Грузии (декабрь 2008 — октябрь 2012). Министр культуры и спорта Грузии (ноябрь — декабрь 2008 года), заместитель министра иностранных дел Грузии (февраль — ноябрь 2008 года). Бизнесмен и импресарио своей супруги, балерины Нины Ананиашвили. В прошлом — кадровый дипломат, сотрудник МИД СССР. Имеет дипломатический ранг чрезвычайного полномочного посланника.

## Биография
Григол (Григорий, Гия) Вашадзе родился 19 июля 1958 года. Отец — Нодар Григорьевич Вашадзе (1928—1992), геолог и будущий министр ЖКХ Грузинской ССР в 1976—1983 годах. В 1975 году он окончил среднюю школу № 61 в Тбилиси. О Вашадзе писали как о воспитаннике советской внешнеполитической школы. В 1981 году он окончил международно-правовой факультет Московского государственного институт международных отношений (МГИМО) и поступил на службу в МИД СССР. Работал во внешнеполитическом ведомстве до 1988 года — сначала в отделе международных организаций, а затем в отделе космоса и ядерного вооружения. В 1988—1990 годах Вашадзе являлся аспирантом дипломатической академии МИД СССР. Оставив дипломатию, Вашадзе жил в Москве и Нью-Йорке. После того как в 1991 году развалился СССР, Вашадзе и Ананиашвили получили российское гражданство. В 2004 году Ананиашвили по предложению президента Грузии Михаила Саакашвили возглавила балетную труппу Грузинского театра оперы и балета и в том же году получила второе, грузинское гражданство. Вместе с супругой в Грузию перебрался и Вашадзе.

### Государственная деятельность (2008—2012)
В ноябре 2006 года Ананиашвили стала крёстной матерью годовалого Николоза Саакашвили — сына президента Грузии (крестным отцом ребёнка был президент Украины Виктор Ющенко). Уже в 2007 году Вашадзе в соответствии со специальным указом президента было предоставлено грузинское гражданство. В 2008 году он уже упоминался в СМИ в качестве заместителя министра иностранных дел Грузии — отмечалось, что в феврале супруг Ананиашвили был назначен руководителем созданного в МИДе «департамента по России». Известно, что накануне августовской войны 2008 года, приведшей в итоге к признанию Россией независимости Южной Осетии и Абхазии, Вашадзе выступал с предложением заменить российских миротворцев в этих республиках на международные полицейские силы. Однако этого сделано не было. В августе, когда война была в самом разгаре, а российские войска подходили к Тбилиси, Вашадзе в одном из интервью с сожалением отметил: «От этого России не отмыться уже никогда… и теперь Москве десятилетиями будут припоминать проект „Грузия-2008“».
В ноябре 2008 года Вашадзе занял пост министра культуры и спорта Грузии. Однако уже в декабре того же года он был назначен министром иностранных дел Грузии. С учётом того обстоятельства, что Вашадзе одновременно являлся и гражданином Грузии, и гражданином России, его назначение на пост главы МИДа расценивалось как «знаковое». По мнению аналитиков, оно могло «означать, что в Тбилиси собираются уделять большее внимание российскому направлению». В связи с этим в МИД России это «кадровое решение» было встречено с энтузиазмом, отмечал «Коммерсантъ». Сам Вашадзе, по собственному признанию, «всеми силами старался остаться в министерстве культуры». На вопрос о том, не хотел бы он после войны отказаться от российского гражданства, дипломат отвечал отрицательно. «У меня же не гражданство российского правительства. Правительство уйдёт, а Россия и русский народ останутся», — мотивировал он своё решение.
В ноябре 2009 года, после требования одного из депутатов Госдумы РФ отобрать у Вашадзе российский паспорт, политик заявил о добровольном отказе от российского гражданства. По словам Вашадзе, прошение о выходе из российского гражданства с приложенным к нему российским паспортом он направил президенту России Дмитрию Медведеву. Политик подчеркнул, что тем самым он желал «облегчить задачу» российской стороне, поскольку Конституция РФ не предусматривает процедуры лишения гражданства. Однако СМИ отмечали, что подобного шага ждала от Вашадзе «вся команда Михаила Саакашвили», так как министр из-за своего двойного гражданства «давал оппозиции повод обличать власть в двуличии». В июне 2010 года после длительного обсуждения российская сторона удовлетворила заявление Вашадзе об отказе о гражданства.
В октябре 2012 года по предложению лидера победившей на парламентских выборах коалиции «Грузинская мечта» Бидзины Иванишвили, возглавившего новое правительство Грузии, министром иностранных дел была назначена Майя Панджикидзе.

### Бизнес и общественная деятельность. Личная жизнь

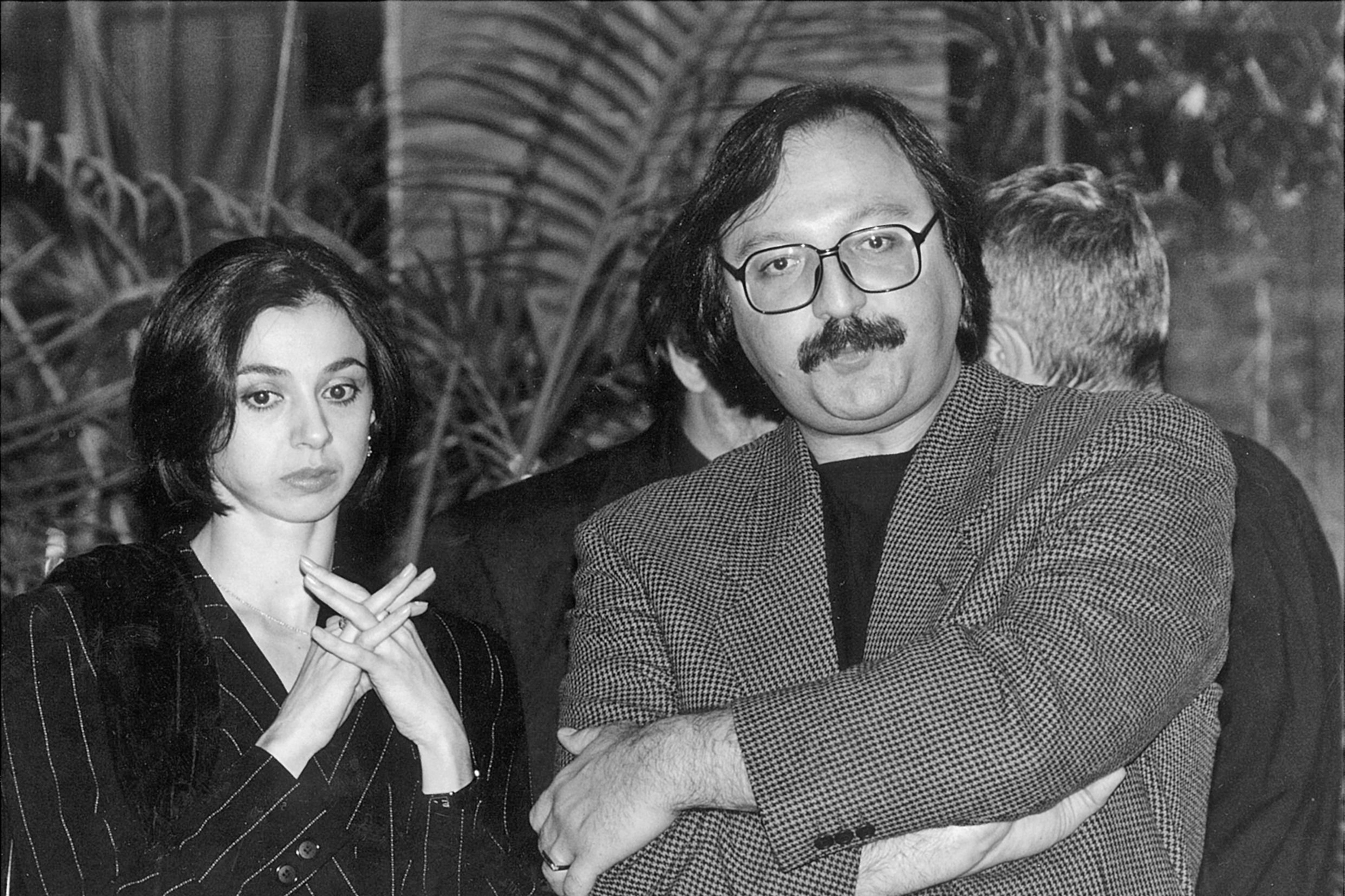
С женой Нино Ананиашвили

В 1988 году Вашадзе женился на балерине Нино (Нине) Ананиашвили, впоследствии фигурировал в прессе как её импресарио: сообщалось, что его деятельность на протяжении последующих двадцати лет была связана с творчеством его супруги. Упоминался Вашадзе и как бизнесмен, основатель и руководитель компаний Georgia Arts Managment и Gregori Vashadze and BR.
В 2000-е годы СМИ писали о Вашадзе и как о бизнесмене-виноделе. В 2002 году сообщалось, что балерина и её муж решили заняться производством вин в Цинандали и через несколько лет планировали выпустить первую партию вина «Ананиашвили». В 2006 году супруга рассказала в интервью газете «Известия», что её муж планирует в 2007 году начать строить завод. Она выразила надежду, что «первую коммерческую партию вина» его производства можно будет попробовать в 2010 году: по её словам, Вашадзе уже выбрал и зарегистрировал названия для шести сортов вина. В дальнейшем Вашадзе продолжал заниматься виноделием, хотя его хобби так и не достигло масштабов промышленного производства.
Писали СМИ и об общественной деятельности Вашадзе. Так, например, известно, что в середине 2000-х годов он фигурировал в прессе как член благотворительного общества «Мурзик», занимавшегося адресной помощью российским детям-сиротам.
Вашадзе — полиглот. Он знает семь (по другим данным — восемь) языков: по словам супруги, пользуясь ими, её муж «чётко переключается с одного на другой» и «никогда ничего не путает». Вашадзе собирает произведения живописи. Он известный театрал, большой поклонник оперы и драматического искусства. После знакомства с будущей супругой, по словам самой Ананиашвили, дипломат за два месяца «не только выучил всю балетную терминологию, но и стал специалистом в классическом танце». Жена также отмечала, что её супруг прекрасно готовит.
У Вашадзе и Ананиашвили есть дочь Елена, родившаяся в феврале 2006 года. Согласно официальной биографии, у Вашадзе также есть сын Нодар.

## Награды
- Орден Вахтанга Горгасала I степени (2013)[32].